# Giovanni della Casa

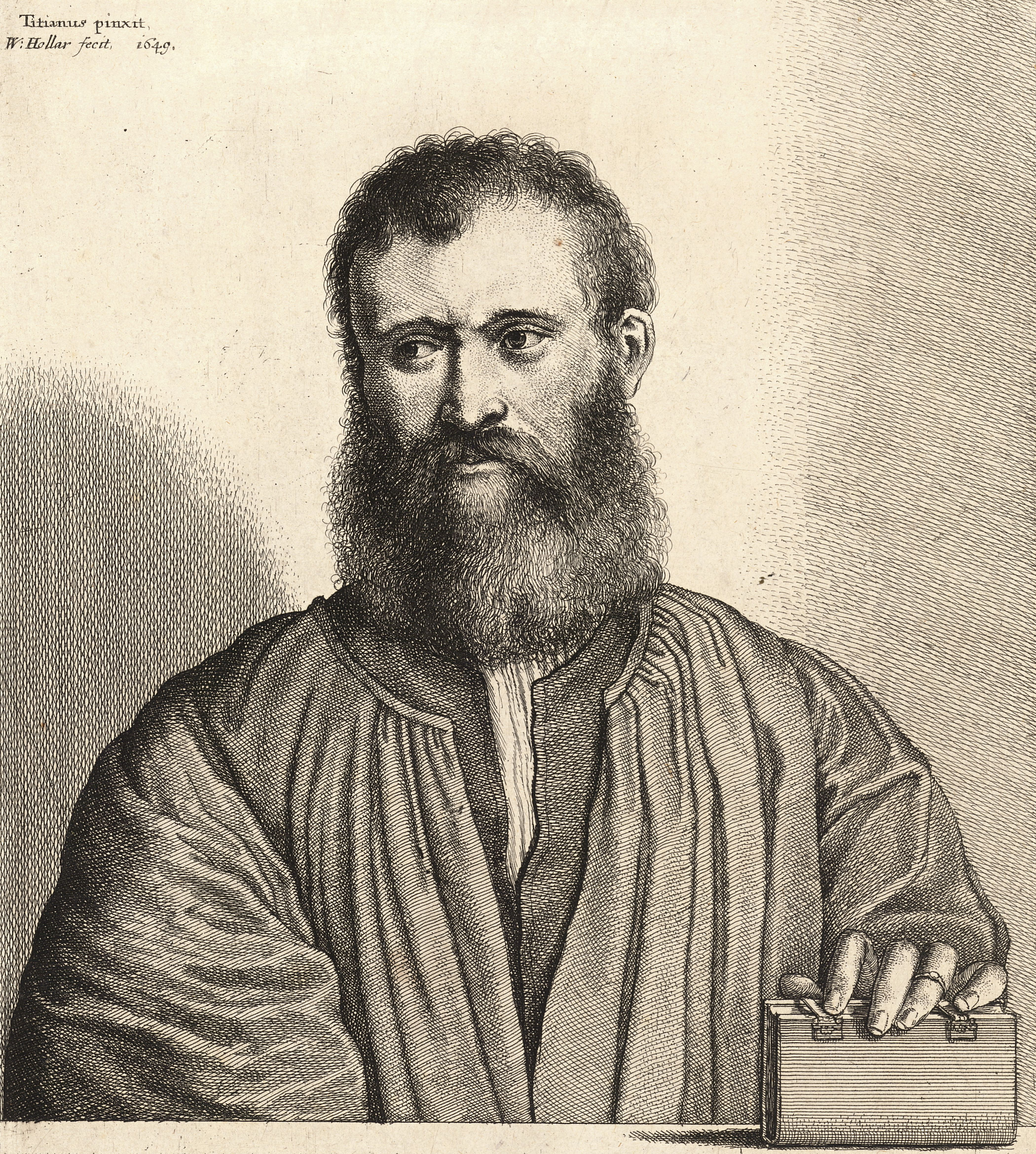
Giovanni Della Casa

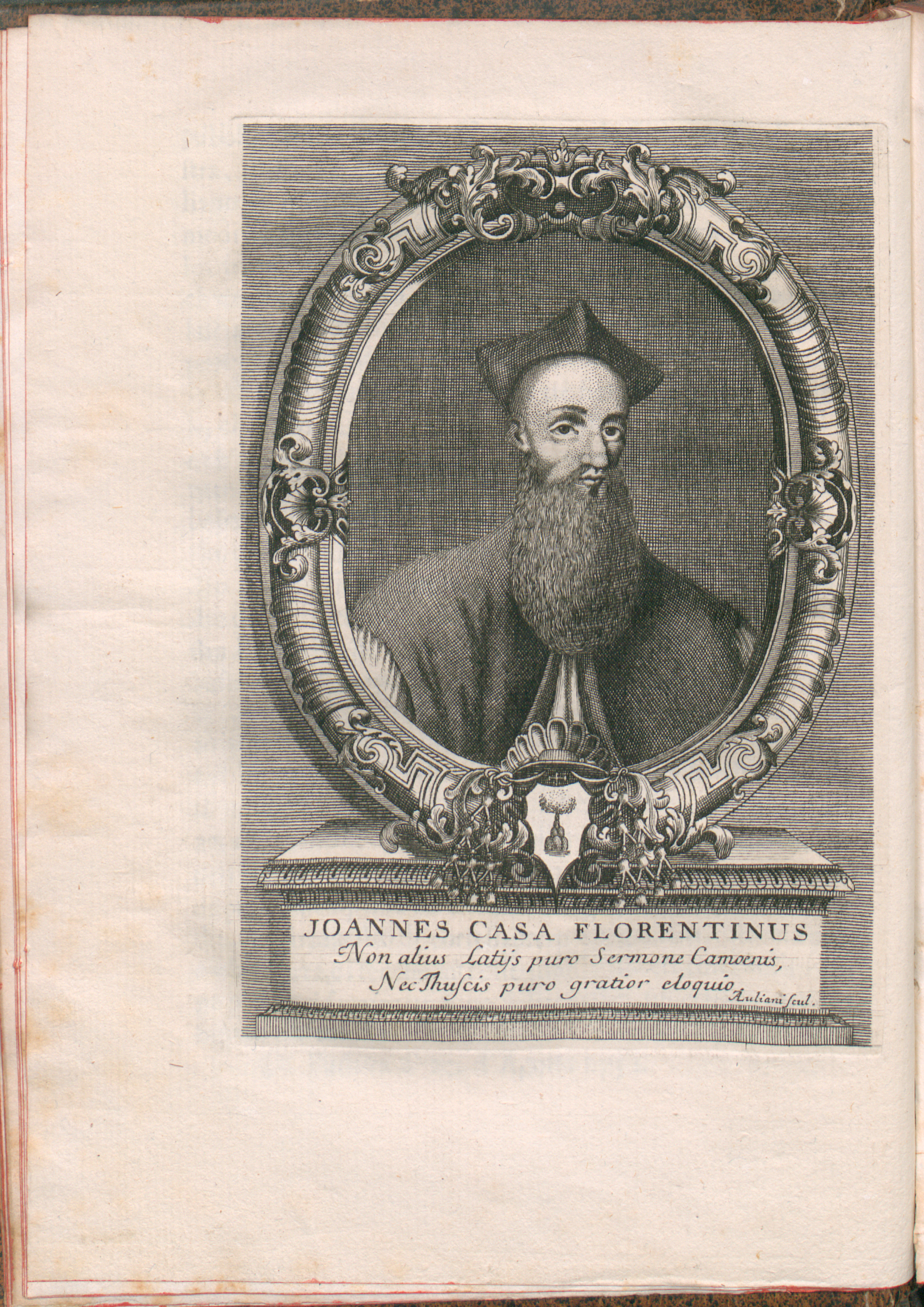
Opere, 1752

Giovanni della Casa (Florencia, 28 de junio de 1503-Roma, 14 de noviembre de 1556) fue un poeta y clérigo italiano, diplomático e inquisidor, célebre por su tratado sobre modales y cortesía, El Galateo, que desde su publicación en 1558 tuvo gran éxito e influencia.

## Biografía
Nació en el seno de una rica familia de Florencia, en la Toscana. Estudió en Bolonia, Florencia y Roma, y pasó el año 1526 en la villa familiar de la Toscana leyendo y traduciendo los clásicos latinos, especialmente Cicerón; atrajo el patronazgo de Alejandro Farnesio, que le aconsejó en torno a 1532 entrar en la carrera eclesiástica en Roma, por ser la carrera que garantizaba un mejor estilo de vida. Cuando Alejandro Farnesio fue nombrado papa, con el nombre de Pablo III, lo nombró en 1544 arzobispo de Benevento y nuncio en Venecia, donde tuvo un hijo «ilegítimo». Giovanni Della Casa introdujo el tribunal de la Inquisición en el Véneto y se ocupó de los primeros procesos contra los reformistas, en 1548 redactó el Índice de libros prohibidos.
Tras la muerte del papa, cayó en desgracia por lo que renunció a sus cargos y se retiró en la abadía de Nervesa, donde emuló literariamente a Petrarca y Bocaccio y redactó su tratado sobre comportamiento cortés El Galateo. Se creía que su poema abiertamente licencioso, Capitoli del forno, su alejamiento de los Medici, y el hecho de que la corte francesa desease su nombramiento, impidieron que fuera elevado a cardenal, cosa que anhelaba. Murió en 1556, siendo enterrado en la iglesia de San Andrés della Valle en Roma.
Della Casa destaca como el cabecilla de una revolución en la poesía italiana en contra de la imitación universal de Petrarca, y como creador de un estilo, que, aunque menos suave y elegante, era más enérgico y majestuoso que el que sustituye.
Se le cree la primera persona en usar la expresión "ragion di Stato", o "razón de Estado" en su Oración a Carlos V en 1549.

## Obra
- Il Galateo, 1558
- Latina Monumenta, 1564
- Ioannis Casae Carminum Liber, 1564